# Théorie du cerveau triunique

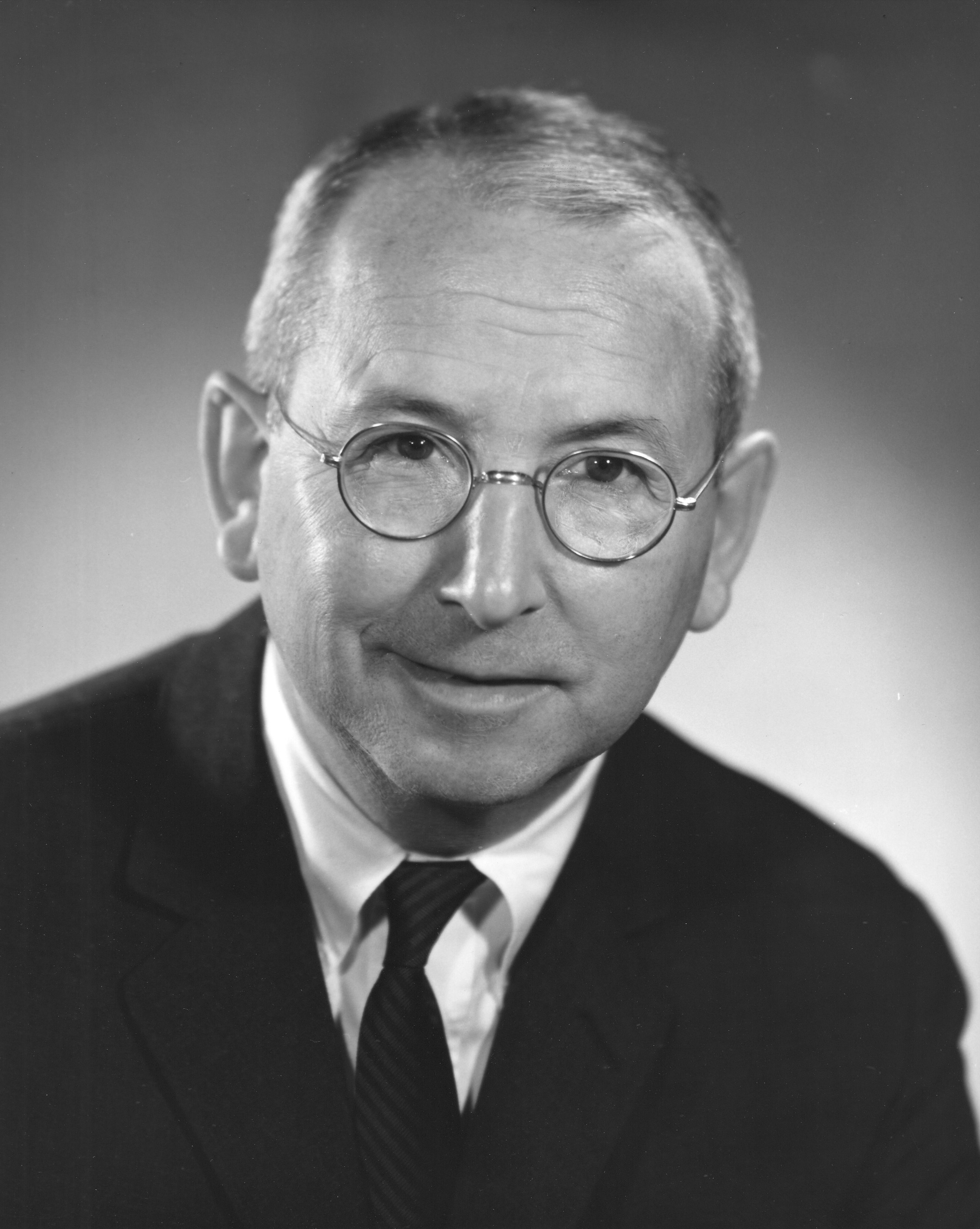
Théorie du cerveau triunique par Paul D. MacLean

La théorie du cerveau triunique est un modèle selon lequel le cerveau humain s'est développé à travers l'apparition successive au cours de l’évolution de l'espèce humaine de trois cerveaux distincts : 
- Un cerveau reptilien,
- Un cerveau paléo-mammalien (apparenté au cerveau limbique),
- Un cerveau néo-mammalien (apparenté au néocortex).

Cette vision de l'organisation neuroanatomique a été un outil théorique, permettant de modéliser l'architecture fonctionnelle du cerveau et l'organisation générale de ses principales aires en relative interdépendance. Elle a été introduite en particulier par le neurobiologiste Paul D. MacLean au cours des années 1950-60, et popularisée par Arthur Koestler dans The ghost in the machine (1967) [traduction française : "Le fantôme dans la machine", 1980]. 
Depuis les années 1970, le concept de cerveau triunique a été l'objet de critiques par les neurosciences développementales et évolutives, l'amenant à être considérée comme un mythe. Bien qu'elle recoupe à certains égards la compréhension contemporaine du cerveau, l'hypothèse d'un cerveau purement triunique 
n'est plus défendue par les neuroscientifiques comparatistes depuis les années 2000 en raison des critiques sévères dont elle a fait l'objet.

## Phylogénie hypothétique selon la théorie du cerveau triunique
Cette théorie repose sur l'hypothèse d'une évolution du cerveau humain en plusieurs phases, qui aurait correspondu à l'apparition sur Terre des différentes classes phylogénétiques d'animaux. Ainsi, la structure anatomique la plus ancienne de notre cerveau correspondrait à un cerveau dit « reptilien » situé le plus profondément. La structure la plus récente, correspondant au cerveau humain, serait située à la périphérie du cerveau, à l'extérieur. Cette évolution serait comparable aux couches successives de l'écorce d'un arbre.
- Le cerveau reptilien, dit aussi cerveau primitif, archaïque et primaire, aurait environ 400 millions d'années. Il remonterait à l'époque où des poissons sortirent de l'eau et devinrent batraciens.
- Le cerveau paléo-mammalien, ou limbique, serait le 2e, apparu avec les premiers mammifères soit vers 220 million d'années[6]. Il serait à l'origine de notre système limbique dévolu aux principaux comportements instinctifs et à la mémoire. Il permettrait les émotions et déclencherait les réactions d'alarmes du stress.
- Le cerveau « humain » proprement dit, néo-mammalien ou néocortex, serait le résultat de la 3e et dernière phase de l'évolution. Il n'aurait que 3,6 millions d'années, date d'apparition des Australopithèques africains qui avaient la particularité d'être bipèdes, ce qui implique un développement accru du cerveau. Il permettrait notamment le raisonnement logique, le langage et l'anticipation des actes.

### Le cerveau reptilien
Le cerveau reptilien était censé régir le fonctionnement des oiseaux, des amphibiens, des poissons et des reptiles[réf. nécessaire].
Au niveau purement anatomique, il correspond, chez l'être humain, au tronc cérébral. Bien protégé, en profondeur, il est la structure cérébrale la plus résistante à un traumatisme crânien. Certains le considèrent plutôt comme le haut de la moelle épinière[réf. nécessaire].
Le tronc cérébral est responsable des comportements primitifs assurant les besoins fondamentaux. Il assure la survie de l'individu et de l'espèce :
- sa première fonction est d'assurer l'homéostasie : il assure la régulation de la respiration, du rythme cardiaque, de la tension artérielle, de la température, des échanges hydriques, gazeux et ioniques, etc. ;
- il assure la satisfaction des besoins primaires, ou besoins vitaux, tels que l'alimentation, le sommeil, la reproduction, etc. ;
- il est le gardien de réflexes innés tels que le vol migratoire des oiseaux, la ponte des tortues ou des saumons, etc. ;
- il est responsable de l'instinct de conservation et de certains réflexes de défense comme la morsure du serpent, la fuite, l'envol des oiseaux, etc.

Ce cerveau primitif de reptile entraîne des comportements stéréotypés, pré-programmés. Une même situation, un même stimulus, entraînera toujours la même réponse[réf. nécessaire].
Cette réponse est immédiate, semblable à un réflexe.
Les comportements induits par le cerveau reptilien ne peuvent évoluer avec l'expérience, ne peuvent s'adapter à une situation, car ce cerveau n'aurait qu'une mémoire à court terme[réf. nécessaire].

## Critique du concept
Le concept du cerveau triunique est contesté par le journaliste Michel de Pracontal dans son livre L'Imposture scientifique en dix leçons. La théorie des trois cerveaux est un modèle vulgarisé par Arthur Koestler où le cerveau humain est présenté en analogie avec un empilement de trois couches géologiques, qui seraient au sens évolutionnaire des éons strictement indépendants, structures cérébrales héritées par l'évolution. Cette idée est considérée comme trompeuse, puisque les structures dites du cerveau « mammalien » ont évolué à travers la spécialisation de structures présentes depuis les plus anciens des vertébrés, comme la lamproie. Par exemple, le néocortex a évolué à partir de structures déjà existantes dont le pallium ; il n'a pas été rajouté par-dessus le reste du cerveau comme le suggère le modèle triunique. 
La totale indépendance de trois cerveaux clairement distincts est aujourd'hui rejetée par de nombreux scientifiques, ceux-ci considérant plutôt les aires cérébrales comme des ensembles en interaction. À ce titre, le neurobiologiste Jean-Didier Vincent dans La biologie des passions préfère le modèle d'état central fluctuant. Mais cela n'empêche pas la partie paléontologique et évolutive de la théorie d'être justifiée : le cerveau humain est le résultat de périodes de céphalisation successives.
À titre d'exemple d'interaction et d'interdépendance, dans le cas de la peur, les sens apportent le message stressant pour l'organisme ; le message nerveux visuel passe des globes oculaires aux corps genouillés latéraux. Puis les axones de ces deux noyaux de la région thalamiques gagnent le cortex visuel primaire situé, comme son nom l'indique, dans le néocortex. Puis des axones de ce cortex visuel primaire gagnent les régions thalamiques sous‑corticales et parviennent à l'amygdale, situés selon le modèle du cerveau triunique dans la partie paléo-mammalienne, avant de transmettre les signaux appropriés aux modifications corporelles, notamment à la substance grise périaqueducale chargée de provoquer la contraction musculaire et située, encore selon le modèle triunique, au sein du cerveau reptilien.
En d'autres termes, même si des connexions relient le cortex frontal aux autres aires néo-corticales de même qu'aux structures sous-corticales et notamment au striatum (donc le cerveau reptilien), ces aires conservent une relative autonomie. En revanche, des lésions de ce cortex s'accompagnent de troubles à la fois cognitifs et affectifs.
De plus, le cortex préfrontal, illustration de sa relative indépendance, a pour fonction de supprimer les influences - internes ou externes - potentiellement sources d'interférence avec la réalisation anticipée du comportement.

## Concept parents

### Latéralisation
La vision des cerveaux au pluriel existe aussi dans le sens de « latéralisation ». Cela va d'une répartition admise de certaines fonctions à des considérations parfois jugées plus hasardeuses.
Par exemple, Sperry qui a eu le prix Nobel de médecine en 1981 pour ses travaux scientifiques sur les hémisphères cérébraux, exprimait par ailleurs une vision de cerveaux multiples, pour laquelle il a été largement critiqué comme allant trop loin dans l'interprétation.